# Cupa Mondială de Baschet Masculin din 2023 - Grupa O
Grupa O de la Cupa Mondială de Baschet Masculin din 2023 a fost o grupă pentru stabilirea clasamentului din cadrul Cupei Mondiale de Baschet Masculin din 2023 care și-a desfășurat meciurile la Okinawa Arena, Okinawa City, Japonia. Echipele din această grupă sunt cele care s-au clasat pe ultimele două locuri din grupele preliminare Grupa E și Grupa F. Echipele au jucat contra celorlalte două echipă din cealaltă grupă.După ce toate meciurile au fost jucate, echipa de primul loc a fost clasată în zona locurilor 17-20, echipa de pe locul al doilea a fost clasată în zona locurilor 21-24, echipa de pe locul al treilea a fost clasată în zona locurilor 25-28, iar echipa de pe locul al patrulea a fost clasată în zona locurilor 29-32.

## Clasament
| Loc | Echipa      | MJ | V | Î | PM  | PP  | PD  | Pct |
| --- | ----------- | -- | - | - | --- | --- | --- | --- |
| 1   | Japonia (H) | 5  | 3 | 2 | 416 | 426 | −10 | 8   |
| 2   | Finlanda    | 5  | 2 | 3 | 425 | 449 | −24 | 7   |
| 3   | Capul Verde | 5  | 1 | 4 | 366 | 432 | −66 | 6   |
| 4   | Venezuela   | 5  | 0 | 5 | 371 | 427 | −56 | 5   |

## Meciuri

### Capul Verde vs. Finlanda
| 31 august 2023 16:30 |

| Boxscore |

| Capul Verde                                         | 77–100 | Finlanda                                                  |
| Scorul pe sferturi: 16–28, 23–26, 17–23, 21–23      |        |                                                           |
| Pt: I. Almeida 17 Rec: E. Tavares 12 Pase: Mendes 5 |        | Pt: Markkanen 34 Rec: Markkanen 9 Pase: Jantunen, Salin 6 |

### Japonia vs. Venezuela
| 31 august 2023 20:10 |

| Boxscore |

| Japonia                                            | 86–77 | Venezuela                                 |
| Scorul pe sferturi: 15–19, 21–22, 17–21, 33–15     |       |                                           |
| Pt: Hiejima 23 Rec: Hawkinson 11 Pase: Kawamura 11 |       | Pt: Sojo 20 Rec: Ruiz 9 Pase: Guillent 10 |

### Finlanda vs. Venezuela
| 2 septembrie 2023 16:30 |

| Boxscore |

| Finlanda                                         | 90–75 | Venezuela                                       |
| Scorul pe sferturi: 13–17, 35–18, 19–27, 23–13   |       |                                                 |
| Pt: Markkanen 32 Rec: Markkanen 9 Pase: Little 9 |       | Pt: Chourio 17 Rec: Graterol 6 Pase: Guillent 7 |

### Japonia vs. Capul Verde
| 2 septembrie 2023 20:10 |

| Boxscore |

| Japonia                                            | 80–71 | Capul Verde                                                      |
| Scorul pe sferturi: 17–19, 33–18, 23–18, 7–16      |       |                                                                  |
| Pt: Hawkinson 29 Rec: Watanabe 10 Pase: Kawamura 8 |       | Pt: Da Rosa, E. Tavares 11 Rec: E. Tavares 14 Pase: I. Almeida 6 |